# ボクラノキセキ
『ボクラノキセキ』は、久米田夏緒による日本の漫画作品。『コミックZERO-SUM増刊WARD』（一迅社）にて2007年Vol.18に読み切りとして掲載後、No.5（2008年11月号）よりNo.45（2015年7月号）まで連載されていたが、同誌休刊に伴い『コミックZERO-SUM』（同社）に移籍。2015年10月号より連載中。2024年5月時点で電子書籍を含む累計部数が250万部を突破している。
2012年5月にはおがきちかの『Landreaall』と合同フェアが行われ、特典で作者が互いの作品を紹介するリーフレットが配布された。6月には同作との合同原画展が秋葉原にて開催された。

## あらすじ
古の世に滅んだとある国の王女ベロニカ。現代に生きる少年・皆見晴澄は、彼女の死の間際までの記憶を幼い頃から持っていた。晴澄自身、自分の記憶の中にある出来事を信じ切れず、さらに王女が前世であることを話してしまった晴澄は周囲に敬遠され、孤独な少年時代を送る。しかし、中学でのある事件を切っ掛けに、前世でベロニカの学んだ魔法が自分にも使えることに気付いたのだった。
数年後、高校生になった晴澄は新しい人間関係に馴染みつつ、記憶の中にある事柄をノートに書き留めることを日課にしていた。そしてそのノートをクラスメイトに見られたことから、前世を巡る晴澄の運命は動き出す。

## 登場人物
※担当声優は特記ない限り、コミックス第6 - 17巻限定版に同梱されるドラマCD版、ドラマCDBOOKぼくらの前世考察、はじまりのヒカリのもの。

### 現代
皆見晴澄（みなみ はるすみ）　―　王女ベロニカ/ゼレストリア
声 - 福山潤 / 雨澤祐貴（ボイスコミック版）
誕生日10月3日 血液型B型 身長172cm 体重55kg
主人公。ゼレストリア王女ベロニカの生まれ変わりで、物心ついた時からその記憶を持っていた。
転生することが常識だと思っていたため、小学校で前世のことを話し、クラスメイトから虐めを受けるようになる。
幼い頃から「王女だった自分」としての価値観を持ち育ったため周囲と常識がズレることがある。そのためコミュニーションに定型句を用いての受け答えをしたり、間違った常識のもとで周囲から見れば奇行とも思える行動を取ってしまうことがある。
他の生まれ変わりは現代の自分と過去の自分での同一視が強いが、晴澄のみは幼い頃から記憶があったため、ベロニカを客観視できるほどに過去と現在の区別ができている。しかし一方で、ベロニカとしての自分を貶めたものに対して怒ったり、威厳や圧力を持った言葉を発するなどベロニカとしての意識を表に出すことも。
中学の時、当時の先輩に暴行を受けた際に反撃として魔法を使い、それが自分の記憶を裏付ける出来事になった。魔法に関しては、魔法を跳ね返す王族専用の防御魔法を使うことができる。
記憶での光景をノートに書き留める習慣があったが、それが見られたことでクラスメイト達は前世を思い出していく。
級友たちが次々と前世を思い出していく中、ベロニカではなく、皆見晴澄が生きる現世を守るために戦うことを決意し行動する。
自身がベロニカであることは保身・もしくは手札とするために伏せ、正体を明かしている仲間たち、言わば「王女派」の頭目となり、「王子派」や上岡襲撃事件の犯人を探る。
高尾春湖（たかお はるこ）　―　リダ・ラザラサーレ/ゼレストリア
声 - 遠藤綾
誕生日4月10日 血液型AB型 身長158cm 体重45kg
晴澄のクラスメイト。
活動的で気配りの利く少女で、運動神経は男子に張り合えるほど。晴澄に好意を抱いており、突然の彼からの告白で晴れて恋人同士となる。
ノートから始まった騒動での晴澄の魔法を見て、ベロニカの近衛騎士リダ・ラザラサーレの生まれ変わりであることを思い出す。
最後までベロニカを守り戦ったが、守り切ることができなかった前世を非常に後悔している。そのため同じ過ちを繰り返さないためか、やや過度なほどに晴澄の身に気を配る。また、ベロニカの配下であるリダとしての意識が強く、現在では対等な恋人同士であるはずの晴澄にぎこちなくなることも多々。
リダとしての意識が強いが、ベロニカでは無く晴澄自身を想う気持ちも強い。前世を思い出した後は騎士リダとしても、恋人春湖としても、晴澄を守るために彼に付いて行く。
上岡紗耶（かみおか さや）  /前世なし
声 - 金元寿子 / 夏代めぐみ（ボイスコミック版）
誕生日5月23日 血液型B型 身長162cm 体重50kg
晴澄の中学の同級生で、高校ではクラスは違うが未だに親しい友人。ゲームによくあるようなファンタジーな要素が好き。
晴澄が「どこかの国の姫の生まれ変わり」であることから周囲からいじめられていた時、逆にその噂に興味を持って友達になる。
気さくな性格で友達は多いが、真っ直ぐな性格で部活の先輩に目の敵にされたことがある。常に大量の飴を持ち歩き、晴澄に会うと頻繁に飴を渡す。
中学時は髪を伸ばしていたが、高校では切り、ショートカットになっている。
晴澄のノートが見られたその日に、何者かに魔法で撃たれる。
御堂龍司（みどう りゅうじ)　―　ジャレッド・フロリオ/教会
声 - 花江夏樹
誕生日11月27日 血液型A型 身長173cm 体重56kg
晴澄のクラスメイトで、クラスでは特に親しい友人。
晴澄のノートから始まった騒動を目撃し、そのノートを持ちだして自分が神官ジャレッド・フロリオの生まれ変わりであることを思い出し、晴澄がベロニカの生まれ変わりであることを知る。
崩壊の日、ジャレッドがベロニカの力になれなかったことをとても後悔しており、その生まれ変わりが晴澄だったことに感激する。
広木悠（ひろき ゆう）　―　バルト・ベルバニア/ゼレストリア
声 - 川澄綾子
誕生日8月4日 血液型B型 身長164cm 体重50kg
晴澄のクラスメイトで、春湖の親しい友人。御堂、元井とは同じ中学出身でやはり親しい。友好的で率先力があり、2-4のリーダー役だった。
元井、七浦、百花を集めて前世の話をするが、モースヴィーグの騎士であった元井を糾弾する七浦を宥めるため、ベロニカの名を騙る。
自分の名を騙られる晴澄にとっては気に食わないが、実際は晴澄以上にベロニカらしく、元井たちからはすっかりベロニカだと信じられた。
晴澄にベロニカではないことを指摘され、ゼレストリアの騎士見習いバルト・ベルバニアであることを明かした。
後に西園（リリー）の記憶の復活で悠の秘密が明らかになる。
元井隼人（もとい はやと）　―　カルヴィン・プランタード/モースヴィーク
声 - 山下誠一郎
誕生日6月16日 血液型B型 身長177cm 体重63kg
晴澄のクラスメイト。悠と御堂とは同じ中学出身の友人であり、悠には好意を抱いている。
前世を思い出し、悠に集められた一人。前世ではモースヴィーグ王子ユージンの近衛騎士カルヴィン・プランタードだったが、過去など関係なく悠を守ることを誓う。
西園百花（にしぞの ももか）　―　リリー・エクルストン/教会
声 - 東山奈央
誕生日3月10日 血液型O型 身長149cm 体重43kg
晴澄のクラスメイト。
前世を思い出し、悠に集められた一人。前世は神官リリー・エクルストンで、同じ神官ジャレッドの生まれ変わりである御堂との再会を喜んだ。
七浦晃（ななうら あきら）　―　コットン・オルヴェ/ゼレストリア
声 - 鈴木達央
誕生日7月22日 血液型AB型 身長173cm 体重57kg
晴澄のクラスメイト。
前世を思い出し、悠に集められた一人。前世はゼレストリアの騎士見習いコットン・オルヴェ。
モースヴィーグ側の人間の生まれ変わりである元井に激昂し、激しく責め立てるがベロニカを騙る悠に宥められる。
ゼレストリア騎士でありベロニカの味方であるはずだが、前世の秘密をダシに脅迫されており、数々の襲撃事件の実行犯であり、王子派の実働係として行動させられている。
大友辰哉（おおとも たつや）　―　カルロ・ヴェールバルド/教会
声 - 緑川光
誕生日5月9日 血液型A型 身長176cm 体重60kg
晴澄のクラスメイト。
前世は神官カルロ・ヴェールバルド。前世では中立の立場で高位でもあることから、前世の話をする時にはリーダー的役割をしている。
当初は前世を思い出せないのに目立つ行動を取る晴澄を疑っていたが、王女の正体を知ってからは王女派の参謀として行動する。
瀬々稜（ぜぜ りょう）　―　16巻頃まで不明
声 - 森久保祥太郎
誕生日12月3日 血液型AB型 身長175cm 体重54kg
晴澄のクラスメイト。
入学直後のクラス親睦会や、晴澄たち、悠たちが行った前世の話し合いで使われたカラオケ店のアルバイト。
正確に誰かは自分でもわかってはいないが、前世を思い出し始めている。
他校の女子から告白された時に、自分の前世を思い出すこととなる。（ネタバレとなるため記載せず。詳細は16巻）
槙優菜（まき ゆうな）　―　シドニー・ベイル/教会
声 - 種田梨沙
誕生日10月7日 血液型A型 身長161cm 体重49kg
晴澄のクラスメイト。前世は神官シドニー・ベイル。
晴澄に淡い想いを抱いていたようだが、七浦が屋上襲撃事件の犯人であることを知ってからは七浦と交際するていで王子派を内部から探ろうとする。
山田美月　―　パティ・ハーシェル/教会
晴澄のクラスメイト。
前世は神官パティ・ハーシェル。
都築真　―　オーブリー・ヴィカンデル/ゼレストリア
声 - 山下大輝
晴澄のクラスメイト。
前世はゼレストリアの騎士見習いオーブリー・ヴィカンデル。
目黒翔（めぐろ しょう）　―　シスモンド・バルテルス/ゼレストリア
誕生日11月12日 血液型O型 身長170cm 体重54kg
晴澄のクラスメイト。
前世はゼレストリアの騎士見習いシスモンド・バルテルス。
長谷部安奈　―　アデル・オルコット/ゼレストリア
晴澄のクラスメイト。
前世はゼレストリアの侍女アデル・オルコット。
榎本美樹　―　侍女コーデリア/ゼレストリア
晴澄のクラスメイト。
前世はゼレストリアの侍女コーデリア。
一ノ瀬ひなた　―　侍女ニーナ・ブーシェ/ゼレストリア
晴澄のクラスメイト。
前世はゼレストリアの侍女ニーナ・ブーシェ。
菊地孝一　―　ベンノ・ビゴー/ゼレストリア
声 - 工藤雅久
晴澄のクラスメイト。
前世はゼレストリアの使用人ベンノ・ビゴー。
矢沼孝史　―　オーギュスタン・フォーゲルクロウ/モースヴィーグ
声 - 宮田幸季
晴澄のクラスメイト。
前世はモースヴィーグの近衛騎士オーギュスタン・フォーゲルクロウ。
手嶋野尚（てしまの なお）　―　ヴィンス・エヴァレット/モースヴィーグ
声 - 小野友樹
誕生日6月7日 血液型A型 身長176cm 体重58kg
晴澄のクラスメイト。
前世はモースヴィーグの近衛騎士ヴィンス・エヴァレット。
王子にあまりいい感情がないのもあり、晴澄がベロニカだと知ったことをきっかけに共に行動するようになる。
仁科瑞樹（にしな みずき）　―　アシュレイ・ギーバルシュ/モースヴィーグ
声 - 新垣樽助
誕生日1月17日 血液型A型 身長175cm 体重53kg
晴澄のクラスメイト。
前世はモースヴィーグの近衛騎士アシュレイ・ギーバルシュ。
物語が進むにつれ、仁科の正体が疑われていき、23巻で重大な秘密が明らかになる。
大木愛　―　カーラ・クレティエン/モースヴィーグ
晴澄のクラスメイト。
前世はモースヴィーグの近衛騎士カーラ・クレティエン。
福島実果　―　ベラ・アビントン/モースヴィーグ
晴澄のクラスメイト。
前世はモースヴィーグの使用人ベラ・アビントン。
木村真希　―　ミミ/モースヴィーグ
晴澄のクラスメイト。
前世はモースヴィーグの使用人ミミ。
日野（ひの）　―　タグ・リーキー/モースヴィーグ
晴澄のクラスメイト。
前世はモースヴィーグの使用人タグ・リーキー。

### 前世

#### ゼレストリア
ベロニカ
声 - 沢城みゆき / 丸山美紀（ボイスコミック版）
晴澄の前世。ゼレストリアの王女で、第三位王位継承者。また、前世パートの舞台である「城」の現在の城主でもある。
王族ながら非常に自由奔放な性格で誰とでも気さくに接するが、相手にとっては身分が違い過ぎるために辟易させてしまう。また、曲がったことが嫌いで、自分に非を感じた時は身分など気にせずに真っ直ぐに謝罪する。
身分をあまり気にしない性格に見えるが、王女としての誇りは高い。
突然のモースヴィーグ軍の襲撃でその非道に憤怒して命を落とす。
リダ・ラザラサーレ
声 - 遠藤綾 / 矢野優美華（ボイスコミック版）
春湖の前世。ゼレストリアの高名な武家・ラザラサーレ家の娘で、ベロニカの近衛騎士。
真面目で身分を尊重する女性。ベロニカの近衛騎士として騎士らしく振舞おうとするも、ベロニカにはいつも振り回されており、そのことでベロニカに小言を言うこともしばしば。
落城する最後の最後までベロニカを守って戦った。
グレン・シュライバー
声 - 寺島拓篤 / 長野嵩（ボイスコミック版）
元々城に居たゼレストリア正騎士たちの後任として城に配属された、7人の騎士見習いのひとり。
同じく騎士見習いのバルトは異母弟にあたる。
バルト・ベルバニア
声 - 入野自由
悠の前世。ゼレストリアの名門武家、ベルバニア家の末弟。ベロニカの城に配属されていた騎士見習いのひとり。
ゼレストリア騎士の中でも名門の出かつ人柄もあり、リリーをはじめとして彼を慕う女性が多かった。
破天荒なグレンを窘める
コットン・オルヴェ
声 - 鈴木達央
七浦の前世。ゼレストリア見習い騎士のひとり。

#### モースヴィーグ
ユージン
声 - 平川大輔
モースヴィーグの第三王子。ベロニカの許婚。
当時、十数名の騎士や家来たちを連れて、ベロニカの城で生活していた。
ヴィンス・エヴァレット
声 - 小野友樹
手嶋野の前世。ユージン王子の側近騎士。
モースヴィーグの中で最も王子に近しい位置にいたが、ベロニカとリダとは違い、親同士が仲が良く側近に任命されただけという経緯もあり、お互いに立場以上の感情はない。
落城の日、ユージンと行動を共にし、ベロニカたちと対峙しているところまでが判明している。
オーギュスタン・フォーゲルクロウ
声 - 宮田幸季
矢沼の前世。モースヴィーグ騎士のひとりにして、騎士隊長。
モースヴィーグの中で最も位の高い家の出で隊長として王子に同行するが、あくまで出自から得た地位であり、本人にその実力が伴っているとは言い難い。
名門の出あって強力な魔法を数多く習得しているが、お飾り隊長として見られていたため、現世でも強いコンプレックスとして根ざしている。
アシュレイ・ギーバルシュ
声 - 新垣樽助
仁科の前世。モースヴィーグ騎士のひとり。
王家に政争の道具として使われ、一家郎党処刑されかけたところをユージンが庇い、結果、父の処刑は止められなかったがそれ以外の家族は救われたため、ユージンに只ならぬ忠誠心を持つ。

#### 教会
カルロ・ヴェールバルド
声 - 緑川光
大友の前世。司教の片腕で、神官の中では司教に次ぐ位を持つ。
ベロニカの幼馴染でもあり、モストン司教の教えの元、兄弟同然として育ったため、ベロニカからの強い信頼を受ける。
ジャレッド・フロリオ
声 - 花江夏樹
御堂の前世。ベロニカの城に居た神官の一人。
城で暮らし始めたベロニカが、魔法の教えを請うた人物で、その後は魔法について論議しながらも良き友人となっていた模様。
モースヴィーグ襲撃の当時、本来中立を保つべき教会の人間のはずだが、ベロニカたちのためにゼレストリアに加勢することを打診している。
死の間際、「光の柱」を目撃している。
リリー・エクルストン
声 - 東山奈央
西園の前世。ベロニカの城に居た神官の一人。
現世での西園と変わらない明るい性格の神官。
バルトに想いを寄せており、落城の日、致命傷を負った彼に寄り添った。
リュカ・エルランジュ
ベロニカの城に居た神官の一人。
神官六人の中、現世に転生を名乗る人物が現れていない最後のひとり。
神官が犯人である上岡襲撃事件において、ほかの五人はアリバイがあることから犯人だと目されている。
修道院長モストン
声 - 常盤昌平（ボイスコミック版）
ベロニカが幼少に暮らしていた修道院の院長。ベロニカに振り回されつつも魔法の指導をしていた。
高名な神官らしいが、既に高齢で禿げてしまっており、代わりに魔法の供物として髭と眉を伸ばしている。

## 作中用語
前世
晴澄たち登場人物の生まれ変わる前の世界。物語のところどころにこの「前世」での出来事が描写される。
ゼレストリア王女ベロニカの居住する城が舞台で、そこで暮らす人々の日常から隣国・モースヴィーグ襲撃による崩壊までが要所要所に挿入される。
魔法
前世での技術。精霊や供物を捧げ、呪文を唱えることで不思議な現象を引き起こす。
身分によって教えられる魔法が異なり、それぞれの魔法ごとに必要な呪文と供物は違う。また、使用には「精霊の契約」が必要。
供物には「人間の体の一部」が必要で、髪の毛や爪、血が使用される。体から離れた時間が短いほど強い効果を発揮し、鮮血が必要な魔法は凄まじい威力を誇る。
幾つかの系統が存在し、攻撃・防御・補助魔法(目くらましや信号弾)がある。中でも攻撃魔法は、威力の幅が大きく、強さ、速度や範囲などが変化する。強さを色で見分けることもでき、赤→オレンジ→黄→白と白に近づくほど強力になる。
攻撃魔法を受けた場合、体内の血と反応し、末端や首や頬が紅潮する。よって魔法で命を落とした場合、血色の良い死んでいないような死人となる。
晴澄のノート
現代でも魔法を使えることに気づいた晴澄が、思い出せる当時の記憶から少しずつ情報を書き溜めていったノート。
魔法の使用法や当時の文字などがびっしり書き込まれており、これがクラスメイトたちに露出したことで、皆は自分の前世を思い出していく。
御堂が持ちだし、これを詳しく読んだことでジャレッドのことを完全に思い出した。その際持ち込んだトイレの便器に二度落とした。その後、乾かして晴澄に返還する。「処分した方がいいぜ」とのこと。なお、その後晴澄は、ノートを処分した。

## 書誌情報
- 久米田夏緒『ボクラノキセキ』一迅社〈ZERO-SUMコミックス〉、既刊32巻（2025年5月30日現在）
  1. 2009年2月25日発売[8]、ISBN 978-4-7580-5394-5
  2. 2010年1月25日発売[9]、ISBN 978-4-7580-5477-5
  3. 2010年9月25日発売[10][11]、ISBN 978-4-7580-5543-7
  4. 2011年3月26日発売[12][13]、ISBN 978-4-7580-5590-1
  5. 2011年9月24日発売[14][15]、ISBN 978-4-7580-5640-3
  6. 2012年5月25日発売[16][17]、ISBN 978-4-7580-5703-5
    - （限定版）同日発売[18]、ISBN 978-4-7580-5704-2 - ドラマCDとキャラクター紹介冊子つき[19]

  7. 2012年11月24日発売[20]、ISBN 978-4-7580-5758-5
    - （限定版）同日発売[21]、ISBN 978-4-7580-5759-2 - ドラマCDとキャラクターファイル〈前世編〉を収録した小冊子つき[22]

  8. 2013年5月25日発売[23]、ISBN 978-4-7580-5814-8
    - （限定版）同日発売[24]、ISBN 978-4-7580-5815-5 - ドラマCDとキャラクター紹介や描き下ろし短編が収録された小冊子つき[25]

  9. 2013年11月25日発売[26][27]、ISBN 978-4-7580-5864-3
    - （限定版）同日発売[28]、ISBN 978-4-7580-5865-0 - ドラマCDと小冊子つき[29]

  10. 2014年5月24日発売[30]、ISBN 978-4-7580-5911-4
    - （限定版）同日発売[31]、ISBN 978-4-7580-5912-1 - ミニドラマCDと小冊子つき[32]

  11. 2014年11月25日発売[33]、ISBN 978-4-7580-5967-1
    - （限定版）同日発売[34]、ISBN 978-4-7580-5968-8 - ドラマCDと描き下ろし読み切りを収録した小冊子つき[35]

  12. 2015年6月25日発売[36][37]、ISBN 978-4-7580-3043-4
    - （特装版）同日発売[38]、ISBN 978-4-7580-3044-1 - ドラマCDと描き下ろし小冊子つき[39]

  13. 2015年11月25日発売[40]、ISBN 978-4-7580-3131-8
    - （特装版）同日発売[41]、ISBN 978-4-7580-3132-5 - 描き下ろし小冊子とドラマCDつき[42]

  14. 2016年5月25日発売[43]、ISBN 978-4-7580-3189-9
    - （特装版）同日発売[44]、ISBN 978-4-7580-3190-5 - ミニドラマCDと小冊子つき[45]

  15. 2016年11月25日発売[46][47]、ISBN 978-4-7580-3241-4
    - （特装版）同日発売[48]、ISBN 978-4-7580-3242-1 - ドラマCDと描き下ろし小冊子つき[49]

  16. 2017年5月25日発売[50][51]、ISBN 978-4-7580-3275-9
    - （特装版）同日発売[52]、ISBN 978-4-7580-3276-6 - ドラマCDと描き下ろし小冊子つき[53]

  17. 2017年11月25日発売[54]、ISBN 978-4-7580-3320-6
    - （特装版）同日発売[55]、ISBN 978-4-7580-3321-3

  18. 2018年5月25日発売[56]、ISBN 978-4-7580-3354-1
    - （特装版）同日発売[57]、ISBN 978-4-7580-3355-8 - 描きおろし漫画収録小冊子「Frere」つき[58]

  19. 2018年11月24日発売[59]、ISBN 978-4-7580-3400-5
    - （特装版）同日発売[60]、ISBN 978-4-7580-3401-2

  20. 2019年5月25日発売[61]、ISBN 978-4-7580-3439-5
    - （特装版）同日発売[62]、ISBN 978-4-7580-3440-1

  21. 2019年11月25日発売[63]、ISBN 978-4-7580-3472-2
    - （特装版）同日発売[64]、ISBN 978-4-7580-3473-9

  22. 2020年5月25日発売[65]、ISBN 978-4-7580-3511-8
    - （特装版）同日発売[66]、ISBN 978-4-7580-3512-5

  23. 2020年11月25日発売[67]、ISBN 978-4-7580-3560-6
    - （特装版）同日発売[68]、ISBN 978-4-7580-3561-3

  24. 2021年5月25日発売[69]、ISBN 978-4-7580-3607-8
    - （特装版）同日発売[70]、ISBN 978-4-7580-3608-5

  25. 2021年11月25日発売[71]、ISBN 978-4-7580-3675-7
    - （特装版）同日発売[72]、ISBN 978-4-7580-3676-4

  26. 2022年5月25日発売[73]、ISBN 978-4-7580-3740-2
    - （特装版）同日発売[74]、ISBN 978-4-7580-3741-9

  27. 2022年11月25日発売[75]、ISBN 978-4-7580-3813-3
    - （特装版）同日発売[76]、ISBN 978-4-7580-3814-0

  28. 2023年5月25日発売[77]、ISBN 978-4-7580-3887-4
    - （特装版）同日発売[78]、ISBN 978-4-7580-3888-1

  29. 2023年11月25日発売[79]、ISBN 978-4-7580-3958-1
    - （特装版）同日発売[80]、ISBN 978-4-7580-3959-8

  30. 2024年5月28日発売[81]、ISBN 978-4-7580-8516-8
    - （特装版）同日発売[82]、ISBN 978-4-7580-8517-5

  31. 2024年11月28日発売[83]、ISBN 978-4-7580-8615-8
    - （特装版）同日発売[84]、ISBN 978-4-7580-8616-5

  32. 2025年5月30日発売[85]、ISBN 978-4-7580-8694-3
    - （特装版）同日発売[86]、ISBN 978-4-7580-8695-0
- 久米田夏緒『ボクラノキセキ ドラマCD付き単行本 ぼくらの前世考察』一迅社〈ZERO-SUMコミックス〉、2016年1月25日発売[87]、ISBN 978-4-7580-3157-8
- 久米田夏緒『ボクラノキセキ ドラマCD付き単行本 はじまりのヒカリ』一迅社〈ZERO-SUMコミックス〉、2016年7月25日発売[88]、ISBN 978-4-7580-3215-5
- 久米田夏緒『ボクラノキセキ〜short stories〜』一迅社〈ZERO-SUMコミックス〉、2020年10月24日発売、ISBN 978-4-7580-3553-8 - 限定版や特装版に付属した小冊子の内容、描きおろし「Bague」収録[89]